# Länsmansflån
Länsmansflån är en sjö i Torsby kommun i Värmland och ingår i Göta älvs huvudavrinningsområde. Sjön har en area på 0,222 kvadratkilometer och ligger 373,7 meter över havet. Sjön avvattnas av vattendraget Halgån.

## Delavrinningsområde
Länsmansflån ingår i det delavrinningsområde (671410-136833) som SMHI kallar för Utloppet av Länsmansflån. Medelhöjden är 380 meter över havet och ytan är 1,44 kvadratkilometer. Räknas de 8 avrinningsområdena uppströms in blir den ackumulerade arean 137,84 kvadratkilometer. Halgån som avvattnar avrinningsområdet har biflödesordning 2, vilket innebär att vattnet flödar genom totalt 2 vattendrag innan det når havet efter 410 kilometer. Avrinningsområdet består mestadels av sankmarker (75 procent). Avrinningsområdet har 0,22 kvadratkilometer vattenytor vilket ger det en sjöprocent på 15,5 procent.